# Las Dopicos
Las Dópicos es una ciudad imaginaria que aparece en los álbumes de la serie de historieta Las aventuras de Tintín, creada por Hergé. Capital de la República de San Theodoros, está ciudad cuenta con un importante puerto al océano. Es sede del Palacio de Gobierno y de otros edificios gubernamentales. Posee aeropuerto y un ambiente moderno, parecida a Brasilia. Fue lugar de varios golpes de estado entre el General Alcázar y el General Tapioca. Este, durante un gobierno suyo, cambió el nombre de la ciudad por el de Tapiocápolis. 
Hergé tomó fotografías de varias ciudades latinoamericanas y así se pueden ver en las historias elementos latinoamericanos amalgamados de México, Centroamérica y Argentina, como un almacén de alfajores en Tintín y los pícaros. 

## Historia
Fundada por los españoles hacía el siglo XVI, con el nombre de "Santa María de Las Dópicos", la ciudad fue elegida como capital de la gobernación de San Theodoros, después de la Guerra de Independencia de San Theodoros la ciudad aumentó considerablemente en tamaño y población, siendo sacudida por los conflictos entre generales.
- Datos: Q9020424